# Paisij (Kuzněcov)
Paisij (světským jménem: Andrej Anatoljevič Kuzněcov; * 22. srpna 1975, Bachtinskie) je ruský duchovní Ruské pravoslavné církve a biskup jaranský a luzský.

## Život
Narodil se 22. srpna 1975 ve vesnici Bachtinskie Kirovské oblasti.
Roku 1990 dokončil střední školu ve vesnici Škalanka a pokračoval ve studiu na pedagogické škole v sídle Oršanka v Marijsku.
Od roku 1994 byl oltářníkem a ředitelem nedělní školy při chrámu Zesnutí přesvaté Bohorodice v Jaransku.
Dne 1. března 1996 byl arcibiskupem vjatským a slobodským Chrisanfem (Čepilem) rukopoložen na diákona a 24. března na jereje. Stal se duchovním chrámu Zesnutí přesvaté Bohorodice v Jaransku. Od února 2001 byl představeným chrámu Spasitele ve vesnici Matvinur.
V letech 2002–2007 studoval dálkově na Moskevském duchovním semináři a následně pokračoval ve studiu na Moskevské duchovní akademii.
Od června 2006 do ledna 2012 byl představeným chrámu Vzkříšení Krista v sídle Tuža.
Roku 2007 byl povýšen na protojereje.
Od ledna 2012 začal působit jako ključar (pomocník představeného) chrámu Spasitele v Kirově a od dubna jako blagočinný Prvního Vjatského blahočiní.
Dne 7. září 2012 byl postřižen na monacha a přijal mnišské jméno Paisij na počest svatého Paisija Veličkovského.
Dne 4. října 2012 jej Svatý synod zvolil biskupem jaranským a luzským.
Dne 14. října 2012 byl povýšen na archimandritu.
Dne 30. listopadu 2012 byl oficiálně jmenován biskupem a 6. prosince proběhla v chrámu svatého Alexandra Něvského v Jegorjevsku jeho biskupská chirotonie. Světiteli byli patriarcha moskevský Kirill, metropolita krutický a kolomenský Juvenalij (Pojarkov), metropolita saranský a mordovský Varsonofij (Sudakov), metropolita vjatský a slobodský Mark (Tužikov), arcibiskup možajský Grigorij (Čirkov), biskup Ilian (Vostrjakov), biskup vidnovský Tichon (Nědosekin), biskup serpuchovský Roman (Gavrilov), biskup solněčnogorský Sergij (Čašin), biskup balašichinský Nikolaj (Pogrebňak) a biskup zarajský Konstantin (Ostrovskij).
Roku 2023 dokončil magistra teologie na Ruské křesťanské humanitní akademii v Petrohradu.